# Фелгейраш
Фелге́йраш (порт. Felgueiras; МФА: [fɛɫ.ˈgɐj.ɾɐʃ]) — муніципалітет і місто в Португалії, в окрузі Порту. Розташований у північній частині країни, на теренах історичної португальської провінції Дору-Міню. Належить до Портуської діоцезії Католицької церкви в Португалії. Права міського самоврядування має з 1514 року. Поділяється на 20 парафій. За адміністративним поділом, чинним до 1976 року, був складовою провінції Берегове Дору. Площа муніципалітету — 115,74 км², населення муніципалітету — 58065 ос. (2011); густота населення — 501,68 осіб/км²
. Патрон — свята Евлалія. Святковий день муніципалітету — 29 червня. Поштовий індекс — 4610.  Код місцевої адміністративної одиниці — 1303. Складова статистичного регіону Північ.

## Географія
Фелгейраш розташований на північному заході Португалії, на півночі округу Порту.
Фелгейраш межує на півночі з муніципалітетом Фафе, на північному сході — з муніципалітетом Селоріку-де-Башту, на південному сході — з муніципалітетом Амаранте, на південному заході — з муніципалітетом Лозада, на північному заході — з муніципалітетами Візела і Гімарайнш.

## Історія
1514 року португальський король Мануел I надав Фелгейрашу форал, яким визнав за поселенням статус містечка та муніципальні самоврядні права.

## Населення
| Кількість мешканців | Кількість мешканців | Кількість мешканців | Кількість мешканців | Кількість мешканців | Кількість мешканців | Кількість мешканців | Кількість мешканців | Кількість мешканців | Кількість мешканців | Кількість мешканців | Кількість мешканців | Кількість мешканців | Кількість мешканців | Кількість мешканців | Кількість мешканців |
| ------------------- | ------------------- | ------------------- | ------------------- | ------------------- | ------------------- | ------------------- | ------------------- | ------------------- | ------------------- | ------------------- | ------------------- | ------------------- | ------------------- | ------------------- | ------------------- |
| 1864                | 1878                | 1890                | 1900                | 1911                | 1920                | 1930                | 1940                | 1950                | 1960                | 1970                | 1981                | 1991                | 2001                | 2011                |                     |
| 20 171              | 20 714              | 21 739              | 22 973              | 24 203              | 23 947              | 25 424              | 29 520              | 33 463              | 38 895              | 41 625              | 48 015              | 51 248              | 57 595              | 58 065              |                     |